# Altes Finanzamt (Arnsberg)

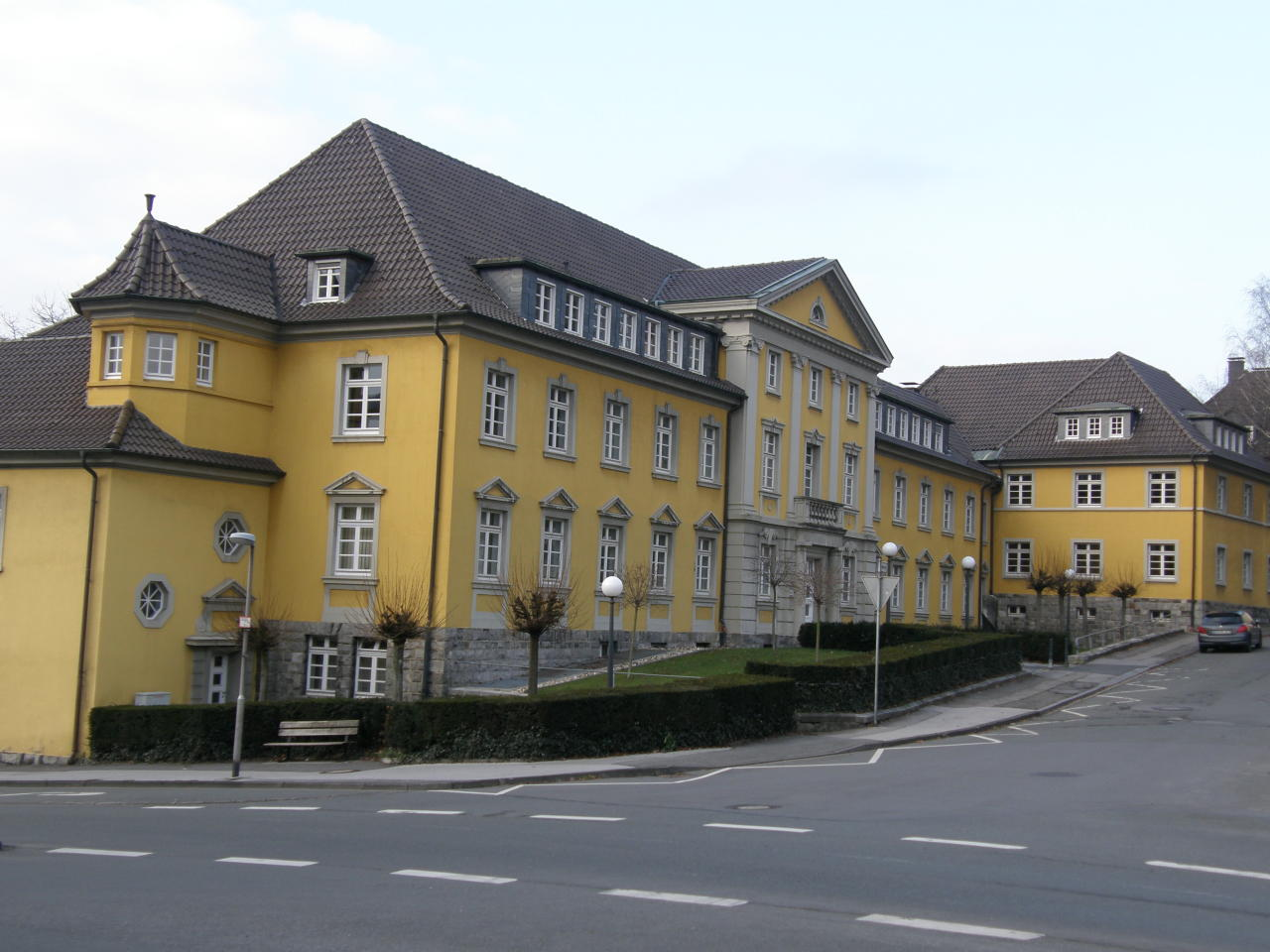
Vorderfront des Alten Finanzamts

Das Alte Finanzamt in Arnsberg, Seibertzstraße 2–6, wurde 1922–1923 erbaut und steht unter Denkmalschutz.

## Geschichte
Im Zuge der Reichsfinanzreform von 1920 wurde in Arnsberg ein Kreisfinanzamt eingerichtet. Zunächst war die Behörde provisorisch in der Post am Neumarkt und in einem Haus an der Bömerstraße untergebracht. An der Rumbecker Straße wurde 1922–1923 ein Neubau errichtet. Der Entwurf stammte von Baurat Karl Freckmann. 
Er schuf einen Bau im traditionellen Stil, stark vom Neobarock beeinflusst. Die dreizehnachzige Vorderfront mit dreiachsigem Mittelrisalit erinnert an ein Palais. Das Eingangsportal wird von zwei Säulen im toskanischen Stil flankiert, die einen Balkon tragen. Die Fenster im Erdgeschoss sind mit einer flachgiebligen Verdachung versehen. Im Obergeschoss gibt es einen einfachen Keilstein. Das Dach wird von langen Dachgauben geprägt. Auf der Gebäuderückseite werden die Formen in vereinfachter Form wieder aufgenommen. Nach dem Zweiten Weltkrieg wurde im selben Stil ein Anbau errichtet (Seibertzstraße 4–6). 
Nach dem Umzug des Finanzamts in ein größeres Gebäude auf dem Gelände der früheren Brauerei Höyinck blieb der Bau ein Verwaltungsgebäude. Er wurde 1983 denkmalgerecht saniert und im Inneren teilweise umgebaut. Seit 1985 sind in dem Bau Teile der Abteilung 3 der Bezirksregierung untergebracht. Im Jahr 1985 wurde der Bau in die Denkmalliste der Stadt Arnsberg aufgenommen.